# Эгенайм
Эгена́йм либо Хегенхайм (фр. Hégenheim, нем. Hegenheim) — коммуна на северо-востоке Франции в регионе Гранд-Эст (бывший Эльзас — Шампань — Арденны — Лотарингия), департамент Верхний Рейн, округ Мюлуз, кантон Сен-Луи. До марта 2015 года коммуна административно входила в состав упразднённого кантона Юненг (округ Мюлуз).
Площадь коммуны — 6,7 км², население — 2926 человек (2006) с выраженной тенденцией к росту: 3265 человек (2012), плотность населения — 487,3 чел/км².

## Население
Численность населения коммуны в 2011 году составляла 3193 человека, а в 2012 году — 3265 человек.
| 1962 | 1968 | 1975 | 1982 | 1990 | 1999 | 2004 | 2006 | 2009 | 2011 | 2012 |
| ---- | ---- | ---- | ---- | ---- | ---- | ---- | ---- | ---- | ---- | ---- |
| 2111 | 2059 | 2226 | 2162 | 2310 | 2576 | 2836 | 2926 | 3164 | 3193 | 3265 |

Динамика населения:

## Экономика
В 2010 году из 2122 человек трудоспособного возраста (от 15 до 64 лет) 1580 были экономически активными, 542 — неактивными (показатель активности 74,5 %, в 1999 году — 70,4 %). Из 1580 активных трудоспособных жителей работали 1484 человека (814 мужчин и 670 женщин), 96 числились безработными (44 мужчины и 52 женщины). Среди 542 трудоспособных неактивных граждан 158 были учениками либо студентами, 154 — пенсионерами, а ещё 230 — были неактивны в силу других причин.
На протяжении 2011 года в коммуне числилось 1386 облагаемых налогом домохозяйств, в которых проживало 3149,5 человек. При этом медиана доходов составила 36405 евро на одного налогоплательщика.

## Достопримечательности (фотогалерея)
- Церковь Сен-Реми
- Здание школы
- Синагога